# Toura (rivière)
Pour les articles homonymes, voir Toura.

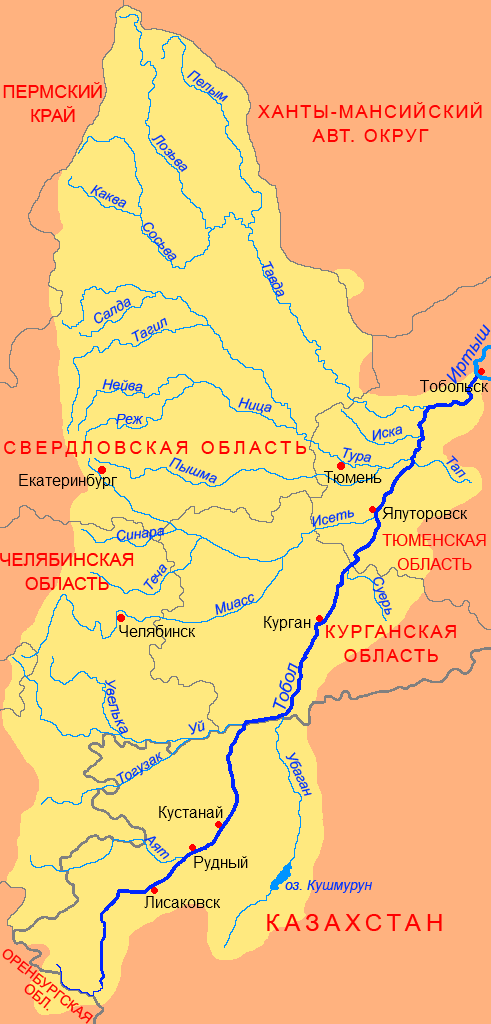
Carte des principaux cours d'eau du bassin de l'Ob, y compris la Toura et la Tobol.

La Toura (en russe : Тура́), également connue sous le nom Dolgaïa (rivière longue), est une rivière de Sibérie, en Russie d'Asie, qui coule dans les oblasts de Sverdlovsk et de Tioumen.
C'est un affluent gauche de la rivière Tobol, elle-même affluent de l'Irtych. 

## Géographie
La Toura est longue de 1 030 km. 
Elle draine un bassin de 80 400 km2. Elle est navigable dans les derniers 753 km de son cours. La rivière est gelée d'octobre-novembre jusqu'à avril-mi-mai.

## Affluents
Ses principaux affluents sont les rivières suivantes (d'amont en aval) :
- La Salda (rive droite)
- Le Taguil (rive droite)
- La Nitsa (rive droite)
- La Pychma (rive droite)

## Villes traversées
La  ville la plus importante située sur son cours est Tioumen.
Les autres villes qu'elle arrose sont Verkhniaïa Toura, Nijniaïa Toura, Verkhotourié et Tourinsk.

## Hydrométrie - Les débits à Tioumen
Le débit de la Toura a été observé pendant 56 ans (1936-1990) à Tioumen, grande ville située à quelque 184 kilomètres de son confluent avec la Tobol. 
À Tioumen, le débit inter annuel moyen ou module observé sur cette période était de 206 m3/s pour une surface prise en compte de 56 600 km2, soit un peu plus de 70 % de la totalité du bassin versant de la rivière. En effet, les chiffres suivants n'incluent pas les données de son important affluent, la Pychma (module de plus de 40 m3/s).
La lame d'eau écoulée dans cette partie du bassin atteint le chiffre de 111 millimètres par an, ce qui doit être considéré comme peu élevé, et résulte de la modération des précipitations observées dans la majeure partie de son bassin.
Rivière alimentée en grande partie par la fonte des neiges, la Toura est un cours d'eau de régime nivo-pluvial. 
Les hautes eaux se déroulent au printemps, d'avril à juin, ce qui correspond au dégel et à la fonte des neiges de son bassin. Au mois de juin et de juillet, le débit baisse fortement, mais se stabilise à un niveau satisfaisant tout au long du reste de l'été et de l'automne. En octobre on observe même un léger rebond du débit, de très faible ampleur il est vrai, lié aux précipitations automnales.
Dès le mois de novembre, le débit de la rivière baisse à nouveau, ce qui mène à la période des basses eaux. Celle-ci a lieu de décembre à mars inclus et correspond aux gels de l'hiver qui envahissent toute la région. 
Le débit moyen mensuel observé en février (minimum d'étiage) est de 28,0 m3/s, soit plus ou moins 3,5 % du débit moyen du mois de mai, maximum de l'année (807 m3/s), ce qui souligne l'amplitude importante des variations saisonnières que l'on retrouve presque partout en Russie. Sur la durée d'observation de 56 ans, le débit mensuel minimal a été de 11,1 m3/s en février 1939, tandis que le débit mensuel maximal s'élevait à 6 810 m3/s en juin 1946, soit plus ou moins l'équivalent du débit moyen du Danube en fin de parcours. Mais ce niveau était tout à fait exceptionnel.
En ne considérant que la période estivale, la seule vraiment importante car libre de glaces (de mai à octobre inclus), le débit mensuel minimal observé a été de 21,3 m3/s en septembre 1958.